# 大奧列克桑德里夫
48°59′27″N 27°08′47″E / 48.99083°N 27.14639°E
大亞歷山德里夫（烏克蘭語：Великий Олександрів）是位於烏克蘭西部的村莊，由赫梅利尼茨基州裡赫梅利尼茨基區的溫基夫齊市鎮負責管轄。該村面積5.23平方公里，海拔高度263米，2001年人口989，人口密度每平方公里189.3人。